# Doom (película)
Doom (conocida en Hispanoamérica como Doom: La puerta del infierno ) es una película de ciencia ficción, acción y terror de 2005 dirigida por Andrzej Bartkowiak y protagonizada por Karl Urban, Rosamund Pike y Dwayne Johnson. Se basa libremente en la popular saga de videojuegos homónima de ciencia ficción y disparos en primera persona creado por id Software, sin embargo, la película adapta elementos del videojuego Doom 3. Fue estrenada en Estados Unidos el 21 de octubre de 2005 y en el Reino Unido el 2 de diciembre de 2005. La película fue clasificada como «R» en Estados Unidos por la MPAA por su fuerte violencia, sangre y vocabulario. 
El 7 de febrero de 2006 se puso a la venta la versión sin censura de Doom en formato DVD. De esta manera, la película en DVD tiene una duración de 1 hora 53 minutos, 8 minutos más que la versión anterior. Doom fue publicada en formato Blu-ray el 10 de febrero de 2009.
Después de que caducaran los acuerdos comerciales con Universal Pictures y Columbia Pictures, id Software firmó un acuerdo con Warner Bros. Pictures, con la estipulación de debía iniciarse la preproducción dentro de los 12 meses. Warner Bros. perdió los derechos, que posteriormente fueron devueltos a Universal Pictures para la producción que comenzó en 2004. 
En una entrevista con el productor ejecutivo John Wells, dijo que se realizaría una segunda película si la primera se convertía en un éxito de taquilla. La venta de entradas para la apertura de fin de semana fue de más de 15,3 millones de dólares de EE. UU., pero rápidamente se redujo a 4,2 millones de dólares en su segundo fin de semana.

## Argumento
La película se desarrolla en Marte en el año 2046, en las instalaciones de investigación Olduvai, propiedad de la Union Aerospace Corporation (UAC), donde los científicos están corriendo para salvar sus vidas. Uno por uno, son atrapados y lanzados en la oscuridad, sin verse quien es el atacante, gritando de terror. Uno de ellos, el Dr. Todd Carmack (Robert Russell), escapa a una habitación sellada y envía una señal de rescate SOS informando un fallo de seguridad de nivel 5 en el laboratorio de alta seguridad. Mientras está enviando el mensaje, la puerta blindada detrás de él es desgarrada y abierta por manos desconocidas. Al voltearse, ve algo a través de la brecha en la puerta que se abalanza sobre él.
En la Tierra, un equipo de ocho marines compuesto por el Sargento Mahonin "Sarge" Semper (Dwayne Johnson), su oficial a cargo; Roark "Destroyer" Gannon (Deobia Oparei), John "Reaper" Grimm (Karl Urban), Eric "Goat" Fantom (Ben Daniels), Dean Portman (Richard Brake), Takashi "Mac" Katsuhiko Kamacsuke (Yao Chin), Gregory "Duke" Schofield (Razaaq Adoti) y Mark "The Kid" Dantalian (Al Weaver); debe cancelar sus vacaciones para presentarse en Olduvai ya que la estación fue puesta en cuarentena y a los 79 empleados de la UAC no se les permite regresar a la Tierra. Cuando los hombres se preparan, Sarge aparta un momento a Reaper y le ofrece la opción de no llevarlo, ya que este vio en su infancia morir a sus padres en la estación. Reaper va de todas formas y su equipo llega a Marte a través de un dispositivo milenario llamado "El Arca", descubierto decenas de metros bajo tierra en el Área 51, que permite la teletransportación entre ambos planetas. En Olduvai se investigaban ruinas arqueológicas que contenían restos humanoides, aparentemente los habitantes originales de Marte. Estos restos fueron descubiertos en 2026 y durante veinte años los científicos han estado tratando de descubrir quiénes eran y por qué se extinguió la especie completa.
Al llegar a la instalación de investigación de Marte de la UAC, se encuentran con Marcus "Pinky" Pinzerowsky (Dexter Fletcher), un técnico de enlaces que años atrás perdió la mitad de su cuerpo durante un accidente de teletransportación, por lo que la parte inferior de su torso es ahora una base motorizada; Pinky los lleva con la Dra. Samantha Grimm (Rosamund Pike), hermana de Reaper, quien les explica la situación.
Su misión es simple: eliminar la amenaza, asegurar la instalación y recuperar las propiedades de la UAC. John conversa con su hermana y se entera de que han descubierto que los restos humanoides de la civilización extinta en Marte contienen un 24° cromosoma artificial que los convirtió en seres sobrehumanos, físicamente mejorados, inmunes a todas las enfermedades y con la capacidad para sanar heridas casi al instante, lo que acrecienta la duda sobre que cosa fue capaz de aniquilar semejante raza, ya que hay indicios que murieron escapando y protegiéndose de algo desconocido. 
Mientras buscan sobrevivientes en las instalaciones, los marines encuentran al Dr. Carmack traumatizado y lo acompañan al laboratorio médico para recibir tratamiento, pero luego desaparece misteriosamente del lugar. Los marines disparan a una criatura desconocida en el laboratorio de genética que los lleva a la alcantarilla de la instalación, donde ataca y mata a Goat; tras acabar con la criatura la llevan al laboratorio médico, donde Sam realiza una autopsia y descubre que sus órganos son humanos. Poco después, ella y Duke son testigos de cómo Goat, un rudo marine con fuertes creencias religiosas, resucita deformado y de inmediato se suicida golpeando su cabeza contra una ventana reforzada. Los dos son atacados por un segundo Imp al que atrapan y deducen que es el Dr. Carmack que ha mutado.
Portman, quien es un sujeto vicioso y vulgar, exige a Sarge que los autorice a pedir ayuda pero este se niega renunciar a la misión, llamar al comando central o reconocer que necesita refuerzos y los obliga a continuar. El escuadrón rastrea y destruye metódicamente a varias de las criaturas, pero Destroyer es emboscado y asesinado por un Hell Knight, lo que hace a Sarge decidirse a abrir el laboratorio de investigación militar y llevarse el BFG 9000, un prototipo de rifle de plasma. Portman se oculta en los baños y contra las órdenes de Sarge, intenta pedir refuerzos, pero es asesinado por un Imp y aunque Pinky lo ve a través del sistema de vigilancia no alerta al equipo debido a su antipatía hacia el soldado.
Los soldados llegan al lugar y enfrentan a la criatura, pero Mac muere en el proceso. Sarge y Reaper regresan al laboratorio a exigir respuestas a Sam quien revisa las investigaciones de Carmack y descubre que UAC estaba experimentando con criminales utilizando el 24° cromosoma marciano extraído de los restos de los esqueletos marcianos esperando obtener habilidades superhumanas, pero en su lugar el sujeto de experimentación se transformó en el Hell Knight que asesinó a Destroyer, quien se soltó y provocó el brote. Sam deduce que los Imps son el personal contagiado y opina que deben tratarlos como pacientes y buscar una cura, pero Sarge asesina a Carmack y ordena que se priorice la recuperación de la investigación de UAC y se dispare a matar.
Algunas criaturas usan el Arca para llegar a la Tierra y mientras esperan que se rehabilite el acceso, Sam deduce que el 24° cromosoma fue creado por los marcianos para mejorar a su especie pero altera a los infectados dependiendo de un factor desconocido que determina si se convierten en superhumanos o monstruos. Posteriores análisis les revelan que los monstruos solo asesinan a quienes no se transformarán en seres como ellos, limitándose a infectar al resto, aparentemente perciben alguna señal a nivel genético que muestra si la persona tiene la predisposición biológica a ser verdaderamente malvada; básicamente quien posea una naturaleza intrínsecamente benigna se transformará en un superhumano, pero quienes poseen predisposición genética al mal y la violencia, aun si no los domina, se transformarán en monstruos. En consecuencia, el 24° cromosoma funciona como una infección, que se propaga a través de aguijones en la lengua de los infectados. Según teoriza Sam, esto es lo que acabó con la civilización marciana, quienes decidieron dar por perdido el planeta y construir el Arca para huir a la Tierra hace milenios.
En la Tierra, tras cruzar el Arca, el grupo se encuentra la instalación de UAC llena de cadáveres. Aunque Reaper y Sam le explican que no todos los infectados mutarán, Sarge ordena asesinar a cualquier sobreviviente bajo la excusa de un posible contagio. Kid encuentra un grupo de supervivientes con vida, que no han sido infectados e informa de esto a Sarge, quien insiste en que debe matarlos, dejando entrever que su real prioridad es mantenerse a salvo sin importar el costo, y cuando el muchacho se niega a obedecer, lo ejecuta excusando insubordinación.
Antes que el grupo y Sarge se enfrenten entre sí, Pinky es atrapado por el Hell Knight tras lo cual deben enfrentar una horda de zombis; luego de un breve enfrentamiento los monstruos se llevan a Sarge y matan a Duke. Reaper es herido por el rebote de su bala, pero es arrastrado a un cuarto cerrado por su hermana. Para salvar su vida, Samantha le inyecta una muestra del 24° cromosoma; aunque él teme que su pasado violento lo transforme en un monstruo, su hermana confía en su naturaleza benigna. Tras la inyección, Reaper se desmaya y al volver en sí, descubre que en lugar de convertirse en un monstruo, ha despertado como un superhumano, con toda la gran fuerza y capacidades curativas que trae, pero su hermana ha desaparecido sin dejar rastro.
En pocos minutos, mientras busca a Sam, Reaper mata a todos los zombis y monstruos que recorren las instalaciones, incluyendo a Pinky y al Hell Knight. Reaper llega a la salida de la instalación justo cuando se cumple el tiempo de cuarentena y las salidas se desbloquean, encontrando a Sam herida y descubriendo que Sarge ha masacrado a todos los civiles no infectados y ha sido contagiado; aun así, pretende ser el único que escape a la superficie. Después de que Sam se despierta, por orden de su hermano, se oculta en el ascensor mientras ambos marines se enfrentan en un ineficaz tiroteo utilizando sus últimas municiones, por lo que continúan en una pelea mano a mano mientras Sarge muestra un aumento en sus habilidades, producto de la infección, adquiriendo gradualmente fuerza y apariencia demoníacas.
Reaper forcejea y logra arrojar a Sarge a través del teletransportador hasta el Arca, para luego lanzar ahí también una granada ST que destruye las instalaciones y causándole la muerte a su oponente. A continuación, Reaper regresa al ascensor con Sam, a quien carga inconsciente hasta la superficie.

## Reparto
| Actor             | Personaje                              |
| ----------------- | -------------------------------------- |
| Karl Urban        | Sargento 1.º John "Reaper" Grimm       |
| Dwayne Johnson    | Sargento Mahonin "Sarge" Semper        |
| Rosamund Pike     | Dra. Samantha "Sam" Grimm              |
| Raz Adoti         | Sargento 2.º Gregory "Duke" Schofield  |
| Al Weaver         | Soldado Mark "The Kid" Dantalian       |
| Dexter Fletcher   | Marcus "Pinky" Pinzerowsky             |
| Richard Brake     | Cabo Dean Portman                      |
| Deobia Oparei     | Sargento 2.º Roark "Destroyer" Gannon  |
| Yao Chin          | Cabo Takashi "Mac" Katsuhiko Kamacsuke |
| Ben Daniels       | Cabo Eric "Goat" Fantom                |
| Brian Steele      | Hell Knight / Curtis Stahl             |
| Robert Russell    | Dr. Todd Carmack                       |
| Daniel York       | Hunegs                                 |
| Ian Hughes        | Sanford Crosby                         |
| Sara Houghton     | Dra. Jenna Willits                     |
| Vladislav Dyntera | Dr. Steve Willits                      |
| Doug Jones        | Carmack Imp y el Imp del drenaje       |